# Irene Khan

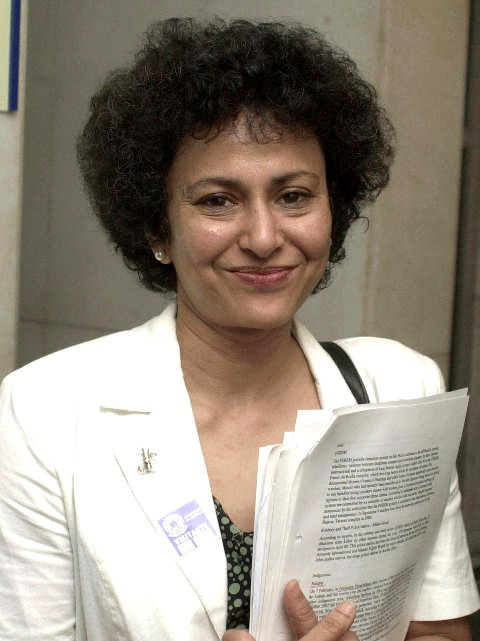
Irene Khan

Irene Zubaida Khan (ur. 24 grudnia 1956 roku w Dhace w Bangladeszu) – działaczka społeczna, od sierpnia 2001 do grudnia 2009 sekretarz generalna międzynarodowej organizacji walczącej o prawa człowieka, Amnesty International, następnie pełniła obowiązki kanclerza Uniwersytetu Salfordzkiego.

## Życiorys
Jest absolwentką prawa na Uniwersytecie w Manchesterze oraz Wydziału Prawa w Harvard Law School. Specjalizowała się w międzynarodowym prawie publicznym oraz w prawach człowieka. W 1977 roku współzakładała organizację pomagającą najuboższym krajom świata Concern Universal.
W 1979 roku rozpoczęła pracę jako działaczka praw człowieka w Międzynarodowej Komisji Prawników. W 1980 rozpoczęła pracę dla Wysokiego Komisarza Narodów Zjednoczonych ds. Uchodźców (UNHCR). W latach 1991–1995 sprawowała funkcję dyrektorki u Sedako Ogata, Wysokiej Komisarz Narodów Zjednoczonych ds. Uchodźców. W 1995 roku została szefową misji w Indiach, a w 1998 roku dyrektorką Centrum Badań i Dokumentacji UNHCR. W roku 1999 została mianowana wiceprzewodniczącą Wydziału Ochrony Międzynarodowej.
W sierpniu 2001 roku przystąpiła do Amnesty International, obejmując urząd sekretarz generalnej jako pierwsza kobieta, pierwsza Azjatka i pierwsza muzułmanka na tym stanowisku. Jest kojarzona z promocją rozszerzenia działań Amnesty na rzecz praw kobiet oraz praw ekonomicznych, społecznych i kulturalnych. W maju 2005 określiła więzienie w Guantanamo jako „gułag naszych czasów”, co wzbudziło kontrowersje.
Jest laureatką nagrody Pilkington Award 2002 dla Kobiety Roku, Sydney Peace Prize 2006 oraz nagrody Ateńskiej Rady Adwokackiej za „wkład w promocję praw człowieka i sprawiedliwości na całym świecie” w roku 2006.
W 2009 roku została mianowana na urząd kanclerza Uniwersytetu Salfordzkiego w Wielkiej Brytanii.